# اهریمن (فیلم ۲۰۱۵)
اهریمن (انگلیسی: Demon) یک فیلم ترسناک لهستانی به کارگردانی مارچین ورونا است که در سال ۲۰۱۵ منتشر شد و در جشنواره بین‌المللی فیلم تورنتو ۲۰۱۵ به نمایش درآمد. این آخرین فیلم بلند مارچین ورونا بود و وی در ۱۹ سپتامبر ۲۰۱۵، هنگام تبلیغ فیلم در جشنواره فیلم گدنیا خودکشی کرد.

## بازیگران
- ایتای تیران
- آگنیشکا ژولفسکا
- توماش شوخارت
- آندژی گرابوفسکی
- آدام ورونوویچ
- آنا اسمووُویک
- توماش ژینتک
- سزاری کوشینسکی
- کاتاژینا گنیفکوفسکا
- ماریا دنبسکا
- ووجیمیژ پرس
- کاتاژینا هرمان
- مایا بارئوکوفسکا